# Proctacanthus hinei
Proctacanthus hinei är en tvåvingeart som beskrevs av Stanley Willard Bromley 1928. Proctacanthus hinei ingår i släktet Proctacanthus och familjen rovflugor. Inga underarter finns listade i Catalogue of Life.

## Bildgalleri

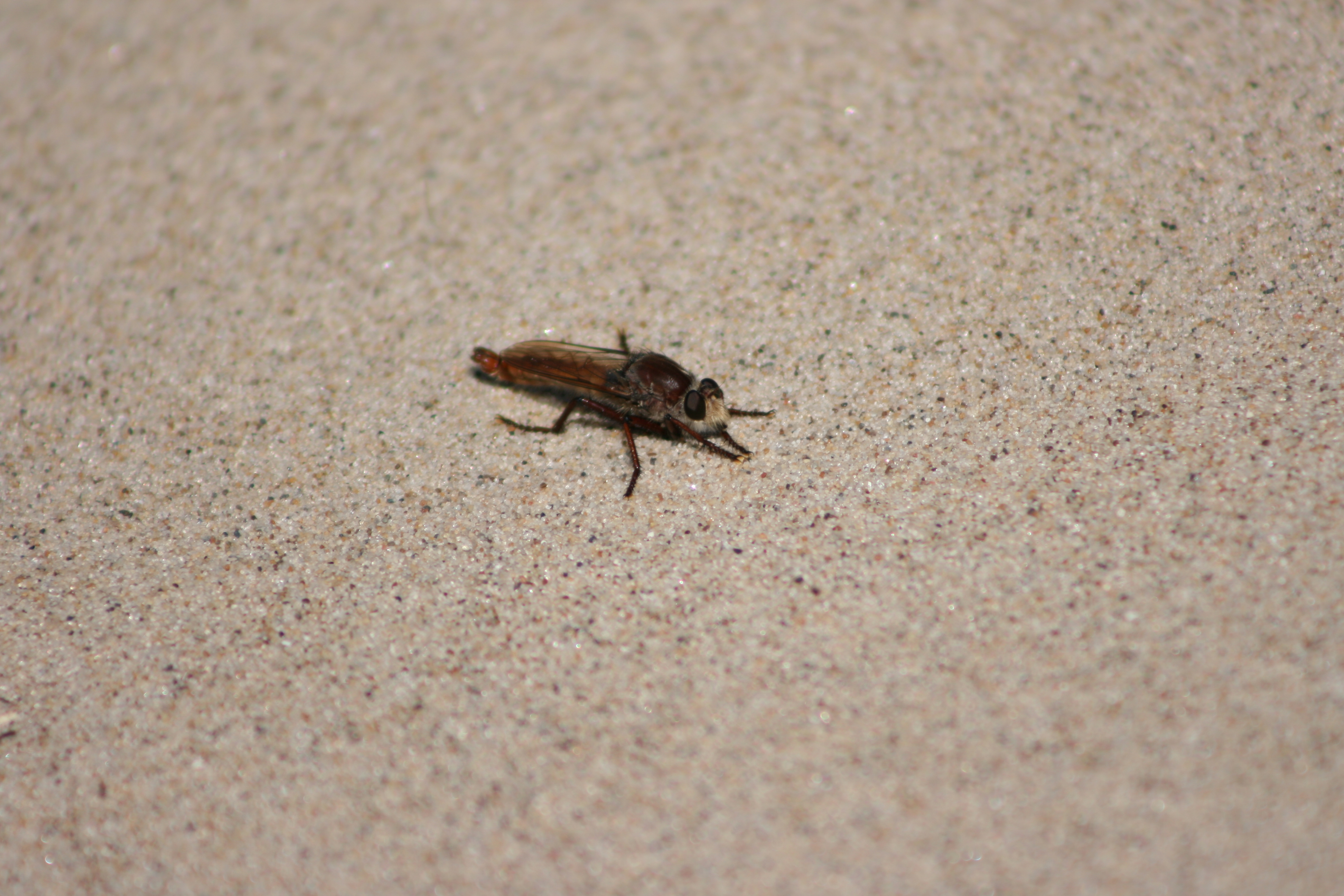